# Phaonia jiulongensis
Phaonia jiulongensis är en tvåvingeart som beskrevs av Xue, Tong och Wang 2008. Phaonia jiulongensis ingår i släktet Phaonia och familjen husflugor.
Artens utbredningsområde är Sichuan (Kina). Inga underarter finns listade i Catalogue of Life.